# Kinder des Zorns 5 – Feld des Terrors
Kinder des Zorns 5 – Feld des Terrors ist ein US-amerikanischer Horrorfilm des Regisseurs Ethan Wiley aus dem Jahr 1998. Der Film wurde direkt für den Videomarkt produziert und ist der fünfte Teil der Kinder-des-Zorns-Filmreihe.

## Handlung
Die Handlung spielt in Devinity Falls, einem ruhigen, ländlich gelegenen Dorf in Nebraska. Ezekiel, ein Sohn des Farmers Luke Enright, gerät eines Nachts unter den Einfluss des Dämons Er, der hinter den Reihen geht (im englischen Original: He who walks behind the rows). Ezekiel überredet in seiner Besessenheit die anderen Kinder des Dorfes dazu, alle Personen zu töten, die über 18 Jahre alt sind. Zunächst wird Luke selbst Opfer des Dämons, der seinen Körper als Gefäß und Tarnung begehrt. Dann werden nach und nach die in der Umgebung ansässigen Farmer ermordet.
Die vier College-Schüler Alison, Greg, Tyrus und Kir verirren sich zwischenzeitlich auf einem Ausflug nach Devinity Falls, wo die Einwohner des Ortes noch nichts von dem mörderischen Vorhaben der Enright-Kinder ahnen. Für sie war der alte Enright immer nur ein Eigenbrötler, der seine Adoptivkinder für sich arbeiten lässt. Die wiederum würden jemanden anbeten, den sie Er, der hinter den Reihen geht nennen. Als Alison diesen Namen hört, erschrickt sie und will sofort wieder weg von Devinity Falls. Weil sie ihr Auto plötzlich vandaliert vorfindet, will die Gruppe schnell zum Bus eilen, doch der fährt ihnen regelrecht vor der Nase davon. Erst am nächsten Morgen würde der nächste Bus abfahren und so übernachten die Vier notgedrungen in einem leerstehenden Haus. Dort erzählt Alison ihren Freunden von ihrem Bruder Jacob, der ihre Familie verlassen hatte, um sich dem anzuschließen, der hinter den Reihen geht. Deshalb wäre sie so erschrocken, als sie im Dorf diesen Namen hörte.
Kurz darauf entdecken die Vier im Maisfeld vor dem Haus die verstümmelten Leichen von zwei Freunden, die ihnen vorausgefahren waren. Alison ist davon überzeugt, dass ihr Bruder auf Enrights Farm lebt und begibt sich mit ihren Freunden dorthin. Unter „Bewachung“ mehrerer Kinder wird Alison zu Luke Enright gebracht, der vorgibt, ein Prophet und der „Retter der Kinder“ zu sein, die von ihren Eltern missbraucht oder verstoßen wurden. Als Alison tatsächlich Jacob begegnet, erfährt sie von ihm, dass er auf der Farm sehr glücklich wäre und sogar eine Frau hätte, die bald ein Kind von ihm bekommen würde. Schweren Herzens nimmt Alison Abschied von ihrem Bruder, der ihr beim Weggehen ein Buch übergibt, das ihr ihren Kult nahebringen soll. Als Alison beginnt, darin zu lesen, entdeckt sie eine geschickt getarnte Nachricht von Jacob darin, sie lautet: „Hilf mir!“. Sie kommt zu der Erkenntnis, dass ihr Bruder, der am nächsten Tag seinen 18. Geburtstag haben wird, in Lebensgefahr schwebt.
Jacob soll sich in die „ewige Flamme“ (ein brennendes Maissilo) stürzen, um mit Ihm, der hinter den Reihen geht eins zu werden und aus seiner Asche neues Leben unter ihnen entstehen zu lassen. Doch Jacob weigert sich. An seiner Stelle meldet sich unerwartet Kir, die ebenfalls in Jacobs Buch gelesen hatte und nun endlich zu wissen meint, warum sie hier sei: Sie hat vor kurzem ihren Freund verloren und ist sich sicher, dass er nun auf sie wartet. Kir klettert das Silo empor und springt in den feurigen Untergang.
Alison hat inzwischen den Sheriff verständigt, der nun hofft, eine Handhabe zu haben, um gegen Luke Enright vorzugehen. Er veranlasst, dass dessen Maissilo, in dem seit Monaten ein Schwelbrand glimmt, gelöscht werden soll, doch die Feuerwehrmänner können nichts gegen die Flammen tun, die sich gegen sie aufbäumen und sie am Ende sogar töten. Als der Sheriff und Luke durch Ezekiels dämonischen Einfluss getötet werden, versucht Alison zu entkommen. Dazu muss auch sie einige der Kinder töten, die sie an der Flucht hindern wollen. Im Maisfeld findet sie ihren sterbenden Bruder Jacob, der hier von den Kindern für seine Weigerung „bestraft“ worden war. Jacob gibt Alison noch den Rat, Feuer mit Feuer zu bekämpfen, bevor er seinen Verletzungen erliegt. Die älteren Kinder machen weiter Jagd auf Alison und ihre Freunde, wobei nur Alison das Massaker überlebt. Sich an die Worte ihres Bruders erinnernd, wirft Alison Kanister mit Düngemittel, die sie auf der Farm gefunden hat, in das brennende Maissilo. Die darauf folgende Explosion zerstört die „ewige Flamme“ und bringt sie zum Erlöschen. Alison verlässt mit den jüngeren Kindern die Farm und bringt sie in Sicherheit, weg von allen dämonischen Mächten und dem Einfluss Ezekiels, der noch vor der Explosion in das Maissilo gestürzt und dort verbrannt war.
Einige Wochen später geht Alison zu Jacobs Frau Lily. Ihre Eltern möchten, dass Alison das Baby ihres Bruders zu sich nimmt, weil Lily selbst noch ein Kind und daher zu jung ist, um schon jetzt Mutter zu sein. Alison nimmt das Kind auf den Arm und singt ihm ein Schlaflied vor. Da zeigt sich, dass das grün-orange Licht des Silofeuers in seinen Augen leuchtet.

## Hintergrund
Das Budget des Films lag bei 1,65 Mio. US-Dollar. Der Film wurde in Ventura, Kalifornien gedreht.
Im Gegensatz zu den ersten Folgen wird hier Er, der hinter den Reihen geht in der deutschen Synchronisation mit Er, der immer im Hintergrund steht übersetzt.

## Kritiken
Das Lexikon des internationalen Films schrieb, „der fünfte Aufguss der dünnen Horrorgeschichte von Stephen King“ nutze die Handlung „nur als Alibi für eine Abfolge von Metzel-Sequenzen“.
Das Videoportal nightmare-horrormovies.de meinte, dass man dem Film anmerke, dass er direkt für den Videomarkt produziert wurde. Trotz eines Budget von 1,65 Mio. Dollar sei es jedoch verwunderlich, „wofür das Geld ausgegeben wurde. Denn: Die akustischen Effekte sind arm und alt. Man setzt auf laute Geräusche, um den Zuschauer zu erschrecken. Die Spezieleffekte [sic] der 80er sind besser als in diesem Film, obwohl man mit damaliger Technik doch so Einiges schaffen konnte. Leider sieht man auch nicht viel ‚Geschnetzel‘, sondern nur das Resultat bzw. Blut in der Landschaft und auf den Kindern. Die Schauspieler sind nicht überzeugend - weder die Opfer, noch die Kinder. Dialoge sind relativ schlecht, bedienen das Klischee, sind banal und tragen kaum zum Handlungslauf bei.“